# Grote Prijs Jef Scherens 1998
Il Grote Prijs Jef Scherens 1998, trentaduesima edizione della corsa, si svolse il 6 settembre 1998 su un percorso di 194 km, con partenza e arrivo a Lovanio. Fu vinto dal belga Jo Planckaert della Lotto-Mobistar davanti al suo connazionale Johan Verstrepen e all'olandese Raymond Meijs.

## Ordine d'arrivo (Top 10)
| Pos. | Corridore           | Squadra                        | Tempo    |
| ---- | ------------------- | ------------------------------ | -------- |
| 1    | Jo Planckaert       | Lotto-Mobistar                 | 4h12'25" |
| 2    | Johan Verstrepen    | Vlaanderen 2002-Eddy Merckx    | s.t.     |
| 3    | Raymond Meijs       | Gerolsteiner                   | s.t.     |
| 4    | Ludovic Capelle     | Home Market-Ville de Charleroi | a 19"    |
| 5    | Danny Nelissen      | Team Home-Jack & Jones         | s.t.     |
| 6    | Andy De Smet        | Ipso                           | s.t.     |
| 7    | Gilles Talmant      | Mutuelle de Seine-et-Marne     | s.t.     |
| 8    | Davy Delme          | Tonissteiner-Colnago           | s.t.     |
| 9    | Sebastien Demarbaix | Home Market-Ville de Charleroi | s.t.     |
| 10   | Claude Lamour       | Mutuelle de Seine-et-Marne     | s.t.     |